# Yalaha
Yalaha es un lugar designado por el censo ubicado en el condado de Lake en el estado estadounidense de Florida. En el Censo de 2010 tenía una población de 1.364 habitantes y una densidad poblacional de 36,33 personas por km².

## Geografía
Yalaha se encuentra ubicado en las coordenadas 28°44′43″N 81°49′22″O / 28.74528, -81.82278. Según la Oficina del Censo de los Estados Unidos, Yalaha tiene una superficie total de 37.55 km², de la cual 14.91 km² corresponden a tierra firme y (60.28%) 22.64 km² es agua.

## Demografía
Según el censo de 2010, había 1.364 personas residiendo en Yalaha. La densidad de población era de 36,33 hab./km². De los 1.364 habitantes, Yalaha estaba compuesto por el 86.8% blancos, el 9.24% eran afroamericanos, el 0.22% eran amerindios, el 1.1% eran asiáticos, el 0% eran isleños del Pacífico, el 1.1% eran de otras razas y el 1.54% pertenecían a dos o más razas. Del total de la población el 4.91% eran hispanos o latinos de cualquier raza.